# 한자 우월론
한자 우월론(漢字優越論)이란 표의문자, 표어문자인 한자가 다른 표음 문자에 비해 뛰어나다는 주장 또는 생각을 말하며, 소수설로 전혀 인정되고 있지 않거나 심각한 비판을 받고 있다. 또한 일부 중국인이 한자 우월론의 관점을 취하고 있으며, 때로는 대한민국에서 한글 전용이나 한자 폐기 등에 대한 주장이 나올 때 거기에 반대하는 근거로 한자 우월론이 이용되기도 한다.

## 주요 주장
대한민국의 한글 전용 정책을 편협한 민족주의라고 비판하는 사람도 있다.

## 주요 반론
우선 문자로서 "한자"가 표의문자, 표어문자라는 통념과 달리, 한자 역시 중국어의 음을 표기하는 표음문자의 일종에 지나지 않는다는 반론이 있다. 이 견해에 따르면, 한자는 다른 표음문자와 달리, 문자와 발음의 관계가 극히 희박하고 추상적인 표음문자의 일종에 지나지 않는다.
또한 한자가 가진 시각적 상징성도 한자만의 특징이 아니며, 한글의 낱자나 영어 알파벳도 상징성을 띠는 경우가 있다는 지적이 있다. "낫", "낯", "낱" 등 발음이 같으면서 기저음에 따라 형태소 표기가 각기 다른 형태주의 표기법이 이런 상징성의 역할을 한다는 것이다.
또한 한국어, 좡어 등의 언어에서, 한자를 쓰지 않아도 언어생활에 큰 불편을 겪지 않는다는 점도 지적되고 있다.

## 같이 보기
- 국한문혼용
- 한글의 우수성에 관한 논란